# Landtagswahlkreis Hochsauerlandkreis I
Der Landtagswahlkreis Hochsauerlandkreis I ist ein Landtagswahlkreis in Nordrhein-Westfalen. Er umfasst die Städte Arnsberg, Schmallenberg und Sundern sowie die Gemeinde Eslohe, welche alle dem Hochsauerlandkreis angehören. Die Wahlkreisnummer beträgt momentan 124.

## Landtagswahl 2022
Wahlberechtigt waren 103.071 Einwohner, von denen sich 57,8 % an der Wahl beteiligten.
| Direktkandidat       | Partei   | Erststimmen in % | Zweitstimmen in % |
| -------------------- | -------- | ---------------- | ----------------- |
| Frank Neuhaus        | SPD      | 27,7             | 25,1              |
| Klaus Kaiser         | CDU      | 45,9             | 45,8              |
| Helle Sönneken       | GRÜNE    | 11,2             | 12,0              |
| Hubertus Wiethoff    | FDP      | 5,1              | 5,6               |
| Karl-Ludwig Gössling | LINKE    | 1,1              | 1,1               |
| Jürgen Josef Antoni  | AfD      | 5,6              | 5,2               |
| Sonstige             | Sonstige | 3,4              | 5,2               |

Der traditionell konservative Wahlkreis, in dem bereits der spätere Bundespräsident Heinrich Lübke zweimal gewählt wurde, wird von Klaus Kaiser (CDU), der dem Parlament seit 2000 angehört, im Landtag vertreten.

## Landtagswahl 2017
Wahlberechtigt waren 104.727 Einwohner, von denen sich 65,9 % an der Wahl beteiligten.
| Direktkandidat      | Partei  | Erststimmen in % | Zweitstimmen in % |
| ------------------- | ------- | ---------------- | ----------------- |
| Margit Hieronymus   | SPD     | 27,8             | 27,5              |
| Klaus Kaiser        | CDU     | 48,7             | 43,1              |
| Verena Verspohl     | GRÜNE   | 5,1              | 4,2               |
| Hubertus Wiethoff   | FDP     | 8,3              | 12,7              |
| Daniel Wagner       | PIRATEN | 1,4              | 0,9               |
| Siegfried Huff      | LINKE   | 3,0              | 3,1               |
| Jürgen Josef Antoni | AfD     | 5,5              | 5,9               |
| Übrige              | Übrige  | 0,3              | 2,7               |

## Landtagswahl 2012
Wahlberechtigt waren 106.591 Einwohner.
| Direktkandidat   | Partei  | Erststimmen in % | Zweitstimmen in % |
| ---------------- | ------- | ---------------- | ----------------- |
| Klaus Kaiser     | CDU     | 45,0             | 37,6              |
| Gerd Stüttgen    | SPD     | 34,4             | 34,3              |
| Jürgen Meyer     | GRÜNE   | 7,2              | 7,8               |
| Friedhelm Walter | FDP     | 4,5              | 8,2               |
| Helmut Meinaß    | LINKE   | 2,0              | 1,8               |
| Daniel Wagner    | PIRATEN | 6,9              | 7,1               |
| –                | Übrige  | –                | 3,2               |

Klaus Kaiser gelang der direkte Einzug in den Landtag. Die Wahlbeteiligung lag bei 61,4 %.

## Landtagswahl 2010
Wahlberechtigt waren 107.336 Einwohner.
| Direktkandidat          | Partei   | Erststimmen in % | Zweitstimmen in % |
| ----------------------- | -------- | ---------------- | ----------------- |
| Klaus Kaiser            | CDU      | 49,7             | 44,9              |
| Gerd Stüttgen           | SPD      | 32,8             | 30,5              |
| Heiko Kosow             | GRÜNE    | 7,1              | 8,1               |
| Friedhelm Walter        | FDP      | 4,6              | 6,9               |
| Tanja Wiese             | LINKE    | 4,4              | 4,2               |
| Anton Ignatz Josef Gieß | RENTNER  | 1,4              | 1,1               |
| –                       | Sonstige | –                | 2,5               |

## Landtagswahl 2005
Wahlberechtigt waren 107.447 Einwohner.
| Direktkandidat       | Partei | Stimmen in % |
| -------------------- | ------ | ------------ |
| Gerd Stüttgen        | SPD    | 29,3         |
| Klaus Kaiser         | CDU    | 56,9         |
| Rolf Ferdinand Brand | FDP    | 6,1          |
| Peter Bergmann       | GRÜNE  | 3,4          |
| Ralf Staklies        | REP    | 0,6          |
| Dietmar Schwalm      | PDS    | 0,7          |
| Michael Hoffmann     | NPD    | 0,8          |
| Manfred Misch        | ödp    | 0,3          |
| Roland Klose         | WASG   | 1,8          |

## Geschichte
Als Vorgänger des heutigen Wahlkreises gilt der Wahlkreis Arnsberg, der von 1947 bis 1970 den damaligen Landkreis Arnsberg umfasste. Zur Landtagswahl 1975 gab er bereits das Amt Warstein an den Wahlkreis Lippstadt ab, zur Wahl 1980 wurde er an die neuen Kreisgrenzen (Balve ging an den Wahlkreis Märkischer Kreis IV) angepasst und umfasste nur noch die Gemeinden Arnsberg und Sundern. Ab diesem Zeitpunkt trug der Wahlkreis den Namen Hochsauerlandkreis I, mit Ausnahme der Landtagswahl 2000. Zu dieser verkehrte der Wahlkreis unter dem Namen Hochsauerlandkreis II, es existierte damals ein Wahlkreis mit dem Namen Hochsauerlandkreis I - Soest III, siehe dazu Landtagswahlkreis Hochsauerlandkreis II. 2005 erhielt der Wahlkreis seinen alten Namen zurück und wurde um die Gemeinden Eslohe und Schmallenberg des aufgelösten Wahlkreises Hochsauerlandkreis III – Siegen-Wittgenstein I erweitert.
Der Wahlkreis wurde (abgesehen von Joachim Westermann von der SPD) stets von der CDU gewonnen.
| Jahr | Wahlkreisname             | Direktmandat       |
| ---- | ------------------------- | ------------------ |
| 1947 | 117 Arnsberg              | Heinrich Lübke     |
| 1950 | 117 Arnsberg              | Heinrich Lübke     |
| 1954 | 117 Arnsberg              | Heinrich Kalbers   |
| 1958 | 117 Arnsberg              | Heinrich Kalbers   |
| 1962 | 117 Arnsberg              | Heinrich Kalbers   |
| 1966 | 120 Arnsberg              | Meinolf Mertens    |
| 1970 | 120 Arnsberg              | Meinolf Mertens    |
| 1975 | 120 Arnsberg              | Meinolf Mertens    |
| 1980 | 142 Hochsauerlandkreis I  | Theodor Schwefer   |
| 1985 | 142 Hochsauerlandkreis I  | Joachim Westermann |
| 1990 | 142 Hochsauerlandkreis I  | Alfons Löseke      |
| 1995 | 142 Hochsauerlandkreis I  | Alfons Löseke      |
| 2000 | 143 Hochsauerlandkreis II | Klaus Kaiser       |
| 2005 | 124 Hochsauerlandkreis I  | Klaus Kaiser       |
| 2010 | 124 Hochsauerlandkreis I  | Klaus Kaiser       |
| 2012 | 124 Hochsauerlandkreis I  | Klaus Kaiser       |
| 2017 | 124 Hochsauerlandkreis I  | Klaus Kaiser       |